# Ancylobothrys amoena
Ancylobothrys amoena là một loài thực vật có hoa trong họ La bố ma. Loài này được Hua mô tả khoa học đầu tiên năm 1899.